# قرار مجلس الأمن التابع للأمم المتحدة رقم 1309
قرار مجلس الأمن التابع للأمم المتحدة رقم 1309، المتخذ بالإجماع في 25 تموز / يوليو 2000، بعد الإشارة إلى جميع القرارات السابقة بشأن مسألة الصحراء الغربية، ولا سيما القرارات 1108 (1997) و1292 (2000) و1301 (2000) و1308 (2000)، مدد المجلس ولاية بعثة الأمم المتحدة للاستفتاء في الصحراء الغربية حتى 31 أكتوبر 2000.
وكرر مجلس الأمن دعمه لبعثة الأمم المتحدة للاستفتاء في الصحراء الغربية لتنفيذ خطة التسوية والاتفاقات المبرمة بين الطرفين لإجراء استفتاء لتقرير مصير شعب الصحراء الغربية. وأشار إلى استمرار الخلافات الأساسية بين المغرب وجبهة البوليساريو حول تفسيرات البنود الرئيسية لخطة التسوية، وأعرب عن أسفه لعدم إحراز أي تقدم في الاجتماع الذي عقد في يونيو 2000 في لندن.
ومُددت ولاية بعثة الأمم المتحدة للاستفتاء في الصحراء الغربية بناء على التوقعات التي ستجتمع تحت رعاية المبعوث الشخصي للأمين العام لإجراء مزيد من المناقشات لحل مجالات الخلاف. وطُلب من الأمين العام تقديم تقييم للوضع قبل نهاية ولاية البعثة.

## روابط خارجية
- نص القرار في undocs.org